# Босбан (озеро)
Босбан (нидерл. Bosbaan) — гребной канал. Располагается в северной части Голландии, в Амстердамском лесу, недалеко от города Амстелвен. Босбан является старейшим в мире водоёмом созданным для занятий греблей.
Гребной канал был создан в 1936 году в рамках проекта по трудоустройству и первоначально имел пять дорожек, но затем был расширен до шести дорожек в 1954 году. Это было сделано когда в Амстердаме проходил Чемпионат Европы по академической гребле, которое было первым соревнованием подобного плана, на котором женщинам было разрешено участвовать в качестве гребцов.

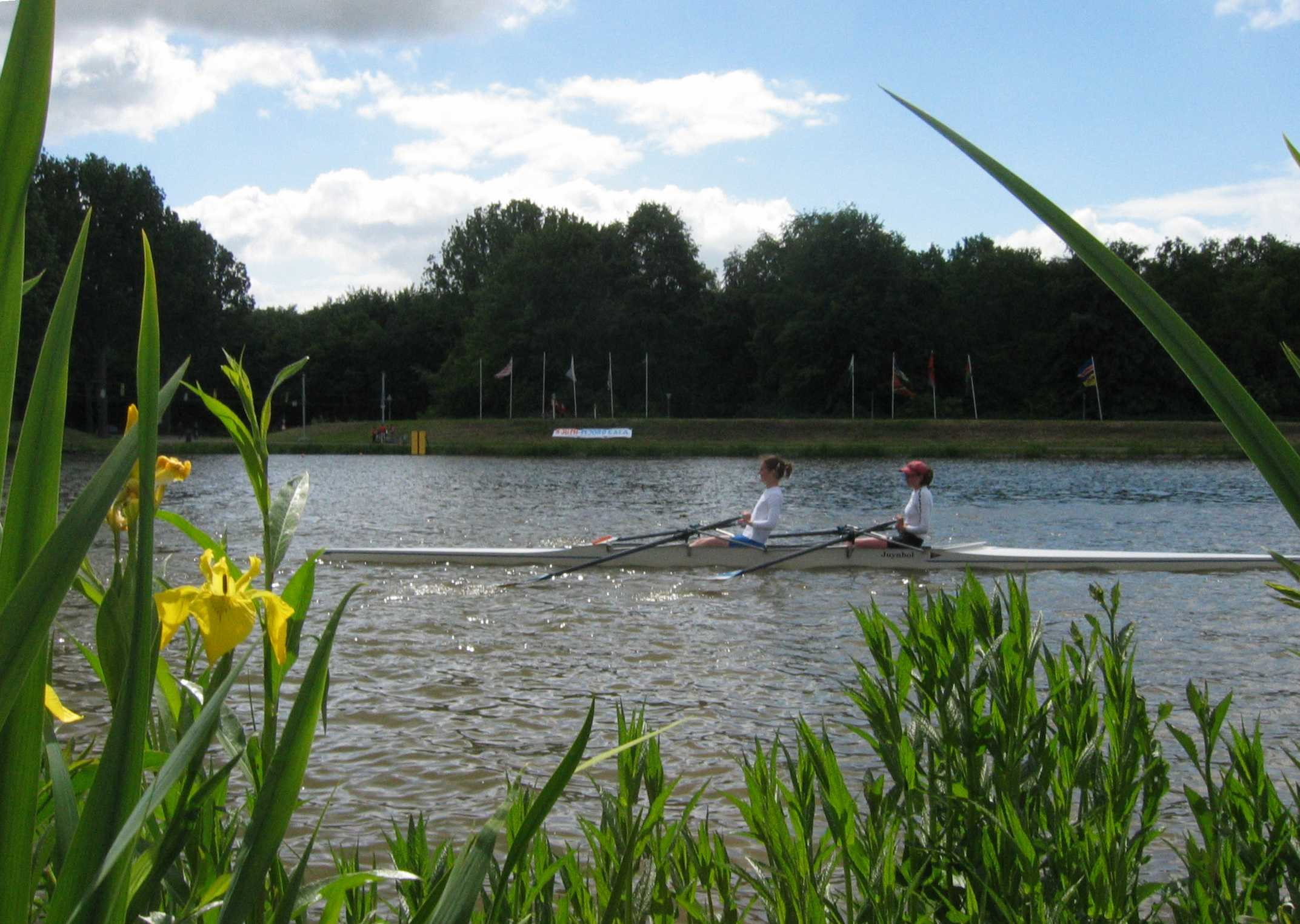
Парная двойка

После капитального ремонта в 2001 году, Босбан имеет длину 2200 метров, ширину 118 метров и 8 полос движения. В ходе этой реконструкции складские помещения также были увеличены в два раза, а старые трибуны снесены.
В июле 2005 года на канале состоялся первый международный чемпионат (с момента расширения 2001 года): WU23 (Чемпионат мира до 23 лет). В 2006 году проходил Чемпионат мира по гребле среди юниоров, а в 2007 году — место проведения второй регаты Кубка мира по гребле. В 2014 году здесь проходил Чемпионат мира по академической гребле.
В Босбаане находится как центр олимпийской подготовки для национальной ассоциации гребли (KNRB), так и студенческий гребной клуб Vrije Universiteit RSVU «Okeanos». Оба размещены в современном специализированном учебно-клубном комплексе, который напоминает бывшую трибуну.
Место популярно для проведения досуга, например, для прогулок (прогулочная дорожка по периметру составляет 5 км), рыбалки; проведения различных мероприятий, таких как гонки на драгонботах..
Босбан находится параллельно с подходом к взлетно-посадочной полосе аэропорта Схипхол в Амстердаме, на расстоянии около 2 км.